# 商惠
商惠（1374年—？），字原逵，浙江金華府金華縣人，明朝政治人物、進士出身。

## 生平
浙江鄉試第十五名。建文二年，會試第第六十七名，登進士第二甲第二十九名。

## 家族
曾祖商得原、祖父商子仲、父親商尚敬，有兄弟商靖、商智。